# Nowojowiec
Nowojowiec (deutsch Nowojowitz, 1934 bis 1945 Neuenwalde (Ostpr.)) ist ein kleines Dorf in der polnischen Woiwodschaft Ermland-Masuren. Es gehört zur Gmina Wielbark (Stadt- und Landgemeinde Willenberg) im Powiat Szczycieński (Kreis Ortelsburg).

## Geographische Lage
Nowojowiec liegt in der südlichen Mitte der Woiwodschaft Ermland-Masuren, 16 Kilometer südlich der Kreisstadt Szczytno (deutsch Ortelsburg).

## Geschichte
1777 entstand der Plan zur Gründung von drei Schatulldörfern im Schiemaner Bruch. Es handelte sich um die Dörfer Jeschonowitz (1930 bis 1945 Eschenwalde, polnisch Jesionowiec), Kollodzeygrund (1933 bis 1945 Radegrund, polnisch Kołodziejowy Grąd) und Nowojowitz. 1786 wurde der Plan in die Tat umgesetzt, und für Nowojowitz das Gründungsprivileg am 8. August 1787 ausgestellt. 1875 wandten sich die Bauern an die Regierung mit der Bitte, die Regulierung des Waldpuschflusses (polnisch Wałpusza) vorzunehmen, weil die Acker- und Wiesenflächen der Gemarkung monatelang überschwemmten. Allerdings wurde erst 1934 die Regulierung des Waldpuschs vorgenommen.
Zwischen 1874 und 1945 war Nowojowitz in den Amtsbezirk Groß Lattana (polnisch Łatana Wielka) eingegliedert, der – 1938 in „Amtsbezirk Großheidenau“ umbenannt – zum ostpreußischen Kreis Ortelsburg gehörte. Im Jahre 1910 waren 145 Einwohner in Nowojowitz regsirtiert. Ihre Zahl sank bis 1933 auf 106.
Aufgrund der Bestimmungen des Versailler Vertrags stimmte die Bevölkerung in den Volksabstimmungen in Ost- und Westpreussen am 11. Juli 1920 über die weitere staatliche Zugehörigkeit zu Ostpreußen (und damit zu Deutschland) oder den Anschluss an Polen ab. In Nowojowitz stimmten 79 Einwohner für den Verbleib bei Ostpreußen, auf Polen entfielen keine Stimmen.
Aus politisch-ideologischen Gründen der Abwehr fremdländisch klingender Ortsnamen wurde Nowojowitz am 16. März 1934 in „Neuenwalde (Ostpr.)“ umbenannt. Die Zahl der Einwohner belief sich 1939 auf 97.
In Kriegsfolge kam 1945 das gesamte südliche Ostpreußen – und mit ihm Neuenwalde – zu Polen. Neuenwalde erhielt die polnische Namensform „Nowojowiec“ und ist heute als Sitz eines Schulzenamtes (polnisch Sołectwo) eine Ortschaft im Verbund der Stadt- und Landgemeinde Wielbark im Powiat Szczycieński (Kreis Ortelsburg), bis 1998 der Woiwodschaft Olsztyn, seither der Woiwodschaft Ermland-Masuren zugehörig.

## Kirche
Bis 1945 war Nowojowitz resp. Neuenwalde kirchlich zur Stadt Willenberg (Wielbark) hin ausgerichtet: zur dortigen evangelischen Kirche in der Kirchenprovinz Ostpreußen der Kirche der Altpreußischen Union sowie zur römisch-katholischen Pfarrkirche der Stadt im damaligen Bistum Ermland.
Heute gehört Nowojowiec auch noch zur Pfarrei der Stadt Wielbark, die jetzt dem Erzbistum Ermland zugeordnet ist. Die evangelischen Einwohner orientieren sich zur Kirche in Szczytno (Ortelsburg) in der Diözese Masuren der Evangelisch-Augsburgischen Kirche in Polen.

## Schule
Die Dorfschule in Nowojowitz war eine Gründung Friedrich Wilhelms III.

## Verkehr
Nowojowiec liegt an einer Nebenstraße, die Zabiele (Sabiellen, 1938 bis 1945 Hellengrund) mit Lejkowo (Röblau) verbindet. Eine Anbindung an den Bahnverkehr besteht nicht.